# Bethel (Karolina Północna)
Bethel – miasto w Stanach Zjednoczonych, w stanie Karolina Północna, w Pitt.